# 魚龍屬
魚龍屬，希臘文意思為“魚類蜥蜴”，是種已滅絕海生爬行動物。魚龍的化石發現於比利時、英格蘭、德國、瑞士，生存年代為侏儸紀早期（赫唐階到錫內穆階）。魚龍屬於魚龍目，該目名稱來自於本屬動物。牠們是魚龍類最著名的屬。  魚龍的第一個完整化石，是在1800年代早期發現，由瑪麗·安寧（Mary Anning）發現於英格蘭。

## 古生物學

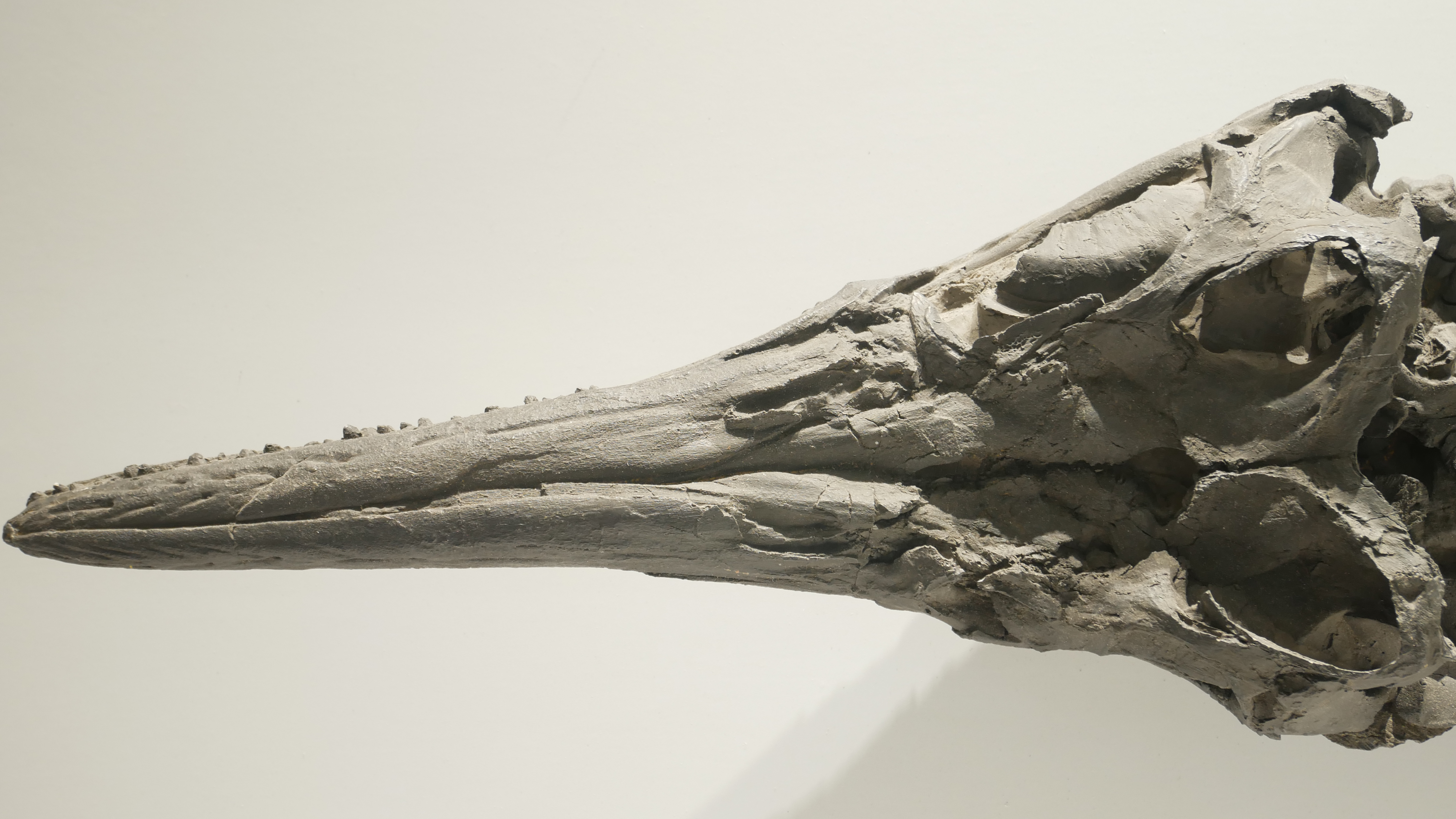
頭骨化石

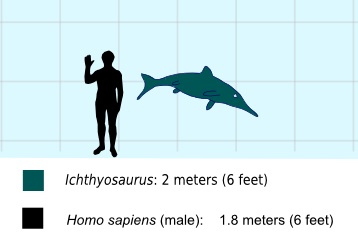
魚龍與人類的體型相比圖

魚龍較牠們的近親體型小，身長2公尺。在德國侯茲馬登的侏儸紀岩層發現了數百具保存良好的魚龍化石。有些骨頭仍保持自然形態。有些化石有胚胎體樣本在身體裡，顯示魚龍以及另一種魚龍類是胎生。在魚龍的近親狹翼魚龍（Stenopterygius）上也有類似的發現。 這些德國的化石也透露了魚龍皮膚的外形，顯示牠背上有肉質的背鰭，以及大型尾鰭。其他魚龍類化石顯示這些特徵魚龍以外也有物種擁有這些特徵。
魚龍的耳骨很堅硬，可能將震動傳至內耳。視力是魚龍的主要獵食能力，牠擁有巨大、靈敏的眼睛，由骨環保護著。魚龍的糞便化石顯示牠們以魚類與魷魚為食。
科學家最初認為魚龍在陸上產卵，後來的化石證據顯示雌性魚龍直接產下幼體，幼體的尾巴先經過產道，以防止在水中溺死。魚龍已成為完全的水生動物。